# Glüsing (Dithmarschen)
Glüsing ist eine Gemeinde im Kreis Dithmarschen in Schleswig-Holstein.

## Geografie

### Lage
Die Gemeinde liegt an der Landesstraße 149 zwischen den Gemeinden Hennstedt und Schalkholz.
Glüsingerberge liegt im Gemeindegebiet.

### Nachbargemeinden
Nachbargemeinden sind im Uhrzeigersinn im Norden beginnend die Gemeinden Hollingstedt, Delve, Wallen, Schalkholz, Linden und Hennstedt (alle im Kreis Dithmarschen).

## Geschichte
Die Gemeinde ist am 1. April 1934 aus einem Teil der aufgelösten Kirchspielslandgemeinde Tellingstedt mit etwa 85 Einwohnern entstanden.

## Politik

### Gemeindevertretung
Bei der Kommunalwahl am 14. Mai 2023 wurden insgesamt sieben Sitze vergeben. Diese fielen erneut alle an die Wählergemeinschaft Glüsing. Die Wahlbeteiligung betrug 75,0 %.

### Bürgermeister
- 1933–1945: Peter Rohde (* 1883; † unbekannt)
- 1946:–1946 Niels Hansen (* 1898; † 1963)
- 1946–1951: Johann Peter Bartels (* 1879; † 1956)
- 1951–1955: Hans Jebsen (* 1919; † 1987)
- 1955–1966: Hans Kühl (* 1911; † 1990)
- 1966–1978: Otto Eggers (Wählergemeinschaft Glüsing) (* 1912; † 1993)
- 1978–1990: Rolf Rohde (Wählergemeinschaft Glüsing) (* 1939)
- 1990–2003: Hans Otto Eggers (Wählergemeinschaft Glüsing) (* 1944; † 2020)
- seit 2003: Alfred Kühl (Wählergemeinschaft Glüsing) (* 1949)

## Verkehr
Glüsing wird vom Linienbus, der von Delve nach Heide (ZOB) fährt, bedient.

## Mit Glüsing verbundene Persönlichkeiten
- Hans Friedrich Micheelsen (* 1902 in Hennstedt; † 1973 in Glüsing), Kirchenmusiker